# ADVフィルム
ADVフィルム（エーティーブイフィルム、ADV Films）は、アメリカ合衆国にかつて存在していたアニメ関係に特化した販売代理店。テキサス州ヒューストンに存在するADヴィジョン社の子会社で、アニメ・特撮作品の配給、英語吹替の制作、販売などを行い、北米最大手の会社に数えられ、北アメリカとヨーロッパの両方でアニメを流通させていた。
1992年に映画ファンであるジョン・レッドフォードとマット・グリーンフィールドによって設立され、OVA『魔物ハンター妖子』のビデオシリーズのライセンシーと販売によってスタートした。北アメリカで最初のアニメに関するオールデジタルビデオ（特にD2-VTR規格デジタルビデオテープ）のマスタリングと翻訳をおこなうためのライセンサーとして、すぐに大規模なライブラリーを構築し始め、テレビアニメ『新世紀エヴァンゲリオン』のライセンスによって頂点を迎えた。1996年にはイギリス部門を設立し、『アンドロメダ』のような実写作品およびガメラシリーズのような日本の映画に多角化した。
しかし、2006年以降は競合他社との価格競争や資金調達の逼迫などによって経営状態が悪化の一途を辿ったため、イギリス部門を閉鎖して保有ライセンスの多くを競合のファニメーション・エンタテインメントに委譲した末、2009年9月にはセクション23フィルムに部門ごと売却され、ADVフィルムとしての歴史に幕を閉じた。